# Bystřice pod Lopeníkem
Pour les articles homonymes, voir Bystřice.
Bystřice pod Lopeníkem (jusqu'en 1923 : Bystřice ; en allemand : Bistritz unterm Lopenik, précédemment : Bistrzitz) est une commune du district d'Uherské Hradiště, dans la région de Zlín, en Tchéquie. Sa population s'élevait à 806 habitants en 2020.

## Géographie
Bystřice pod Lopeníkem se trouve à 22 km au sud-est d'Uherské Hradiště, à 29 km au sud-sud-est de Zlín, à 88 km à l'est-sud-est de Brno et à 270 km au sud-est de Prague.
La commune est limitée par Nezdenice au nord, par Komňa à l'est, par Lopeník au sud et par Bánov à l'ouest.

## Histoire
La première mention écrite du village date de 1374.